# Ukrajinska nacionalna opera
Ukrajinska nacionalna opera Taras Ševčenko (ukrajinski Національна опера України імені Тараса Шевченка) je operna kuća u Kijevu.
Već od 1867. opere i baleti izvodili su se u Kijevu pa se ta godina uzima kao godina utemeljenja Ukrajinske nacionalne opere. Stara kazališna zgrada izgorjela je 1898. godine, a nova zgrada sagrađena je u stilu racionalizma, baroka i neoromanike do 1901. godine. Pročelje je bogato ukrašeno neorenesansnim elementima. Arhitekt je Viktor Schröter. Operna kuća je otvorena u rujnu 1901. operom "Život za cara" Mihaila Glinke. Tada je to bila operna kuća s najvećom i najnaprednijom pozornicom u Carskoj Rusiji. 
Ruski premijer Pjotr Stolypin ranjen je 14. rujna 1911. godine u posjetu operi s dva pucnja u prsa. Umro je četiri dana kasnije. Od 1939. godine, Operna kuća je nazvana po velikom ukrajinskom pjesniku Tarasa Ševčenka.
Drugi svjetski rat, zgrada je preživjela bez većih oštećenja. Godine 1988., Operna kuća je renovirana, a pozornica je proširena. Unutrašnjost sada meže primiti do 1650 gledatelja.